# 코린토스 전쟁
코린토스 전쟁(Κορινθιακός Πόλεμος, 기원전 395년 - 기원전 387년)은 아테네, 아르고스, 코린토스, 테바이와 기타 반 스파르타 동맹과 스파르타와 그 동맹국(펠로폰네소스 동맹)들과의 전쟁이다.

## 개요
전쟁의 직접적인 원인은 아게실라오스 2세의 소아시아 원정에 대항해 그리스 본토에서 전쟁을 일으킴으로써 페르시아 제국 아케메네스 왕조가 그들의 시선을 그리스로 집중시키려한 것이다. 테바이와 스파르타가 개입하며 그리스 북서 지방의 대립이 되었으며, 잠재적인 원인은 펠로폰네소스 전쟁으로 아테네를 그리스의 패자의 자리에서 끌어 내리고, 세력 확대를 꾀한 스파르타에 대한 다른 도시 국가의 경계심과 적개심이었다.
전쟁은 육지에서는 코린토스에서 테바이 부근까지, 바다에서는 에게해에서 치러졌다. 스파르타는 육지에서의 주요 대규모 작전은 대체로 승리를 거뒀지만, 바다에서는 페르시아의 도움으로 적에게 참패했다. 이 승리를 거둔 아테네는 일부 해군이 원정을 하였고 기원전 5세기 ‘아테네 제국’의 대부분을 회복했다.
이 아테네의 성공과 세력 확장을 경계한 페르시아는 노선을 변경하여 스파르타 편을 들었다. 대제국의 배신에 대항하여 반 스파르타 동맹은 평화의 길을 모색하기 시작하였고, 기원전 387년에 체결된 〈안탈키다스 평화조약〉(대왕의 화평)을 맺으며 전쟁은 끝났다. 이 조약에서 페르시아는 이오니아 전역의 지배권을 확립하였고, 또한 스파르타의 패권이 확립되었다.

## 원인

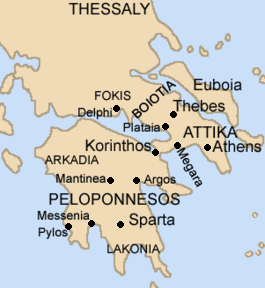
고대 그리스 본토

기원전 404년, 아테네의 무조건 항복으로 끝난 펠로폰네소스 전쟁 이후 스파르타는 다른 그리스 국가들과 페르시아의 협력을 얻으면서 에게해의 여러 섬을 지배했다. 그러나 스파르타는 패전국이나 아테네의 옛 속국들로부터 공물을 요구했고, 전시에 스파르타에 대한 적대행위를 한 엘리스를 기원전 402년에 공격했기 때문에 코린토스와 테바이가 엘리스 공격전에 스파르타에 원군을 보내는 것을 거부하는 등 동맹국들 사이에서 스파르타의 지지율은 떨어졌다.
스파르타의 왕 아게실라오스 2세가 통치했던 스파르타는 기원전 399년에 소아시아 원정을 벌임으로서 펠로폰네소스 전쟁 당시 협력자였던 페르시아와 결별했다. 이 원정에서 테바이, 코린토스, 아테네는 참여를 거부했지만, 아게실라오스는 소아시아의 태수들을 상대로 우세한 전투를 벌였으며, 후퇴 직전에는 페르시아 황제에게 진군할 계획조차 세웠다.
아게실라오스과 싸웠던 프리기아의 사트라프(태수) 파르나바조스는 그리스 본토에서 전쟁을 유발하여 아게실라오스를 철수시키려 로도스 출신의 티모크라테스에게 자금을 주어 그리스로 파견했다. 아테네, 테바이, 코린토스, 아르고스를 방문한 티모크라테스는 그 나라에서 대 스파르타 전쟁을 일으킬 것을 설득하였고, 스파르타에 대해 반감을 품고 있었던 그 도시 국가들은 설득에 넘어와 티모크라테스의 공작은 성공을 거두었다.

## 기원전 395년
테바이는 스파르타에 직접 도전하는 것이 내키지 않았기 때문에 동맹국인 로크리스에 로크리스와 포키스 모두의 영지에서 세금을 거두라고 권유함으로써 전쟁에 끌어들이려 했다. 그 결과 포키스가 로크리스를 침공하였고, 로크리스가 테바이에 원군을 요청하자 테바이는 포키스를 침공했다. 그리고 포키스의 원군 요청을 받은 스파르타는 테바이를 징계한다는 명목으로 병력을 동원했다. 또한 테바이는 사절을 아테네에 파견하였고, 테바이를 돕고자 아테네는 테바이를 포함한 보이오티아 연합과 동맹을 체결했다.
스파르타는 펠로폰네소스 전쟁에서 제독으로 활약한 리산드로스와 파우사니아스 왕이 이끄는 두 군대를 각각 파견해 보이오티아의 도시 할리아르토스에서 만나 공격하기로 계획을 세웠다. 파우사니아스보다 먼저 도착한 리산드로스는 오르코메노스에 보이오티아 연합에 반기를 들도록 설득하는 데 성공하였고, 오르코메노스 군과 함께 할리아르토스로 향했지만, 할리아르토스 전투에서 패배를 당해 죽음을 맞았다. 며칠 후 도착한 파우사니아스는 협정을 맺고 전사자의 시신을 거둔 후 스파르타로 발길을 돌렸다. 도착이 늦어져 리산드로스를 죽게 한 파우사니아스는 재판에 회부당했고, 유죄 판결이 내려지기 전에 테게아로 망명했다.
기원전 395년 말에 코린토스와 아테네가 대 스파르타 전쟁에 참전하였고, 그들은 다른 수많은 소국에 사절을 보내 지지를 호소했다. 이러한 움직임에 놀란 스파르타는 새 동맹국에 군사를 보내 응징할 준비를 하였고, 소아시아에 원정을 떠나 있던 아게실라오스에게 특사를 파견해 그리스로 돌아오라는 명을 내렸다. 아게실라오스는 헬레스폰투스를 건너 트라키아를 통해서 육로로 귀국하려고 했다.

## 기원전 394년

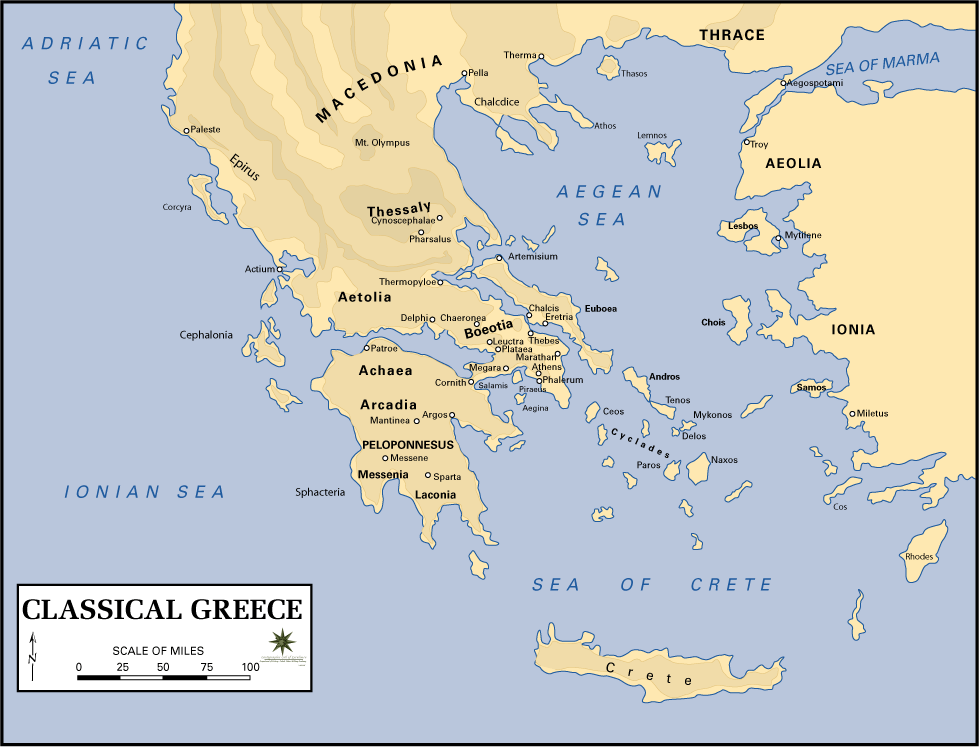
에게해로 분리된 고대 그리스와 소아시아

### 네메아
테바이의 승리로 테바이와 포키스가 휴전을 한 후 대 스파르타 동맹은 24,000명의 대군을 집결시키고, 반면 스파르타도 18,000명의 군대를 파견했다. 양군은 코린토스의 네메아에서 회전을 벌였고, 〈네메아 전투〉는 스파르타의 승리로 끝났다.

### 크니도스
한편 바다에서는 양 진영이 각각 함대를 편성하였고, 아게실라오스는 예하의 에게해 국가의 함선을 집결시켜 120척의 함대를 편성하고, 함대의 지휘권을 함대 경험이 없었던 처남 페이산도로스에게 지휘권을 주었다. 한편 페르시아, 아테네 연합 함대는 파르나바조스와 경험이 풍부한 아테네 장군들에게 지휘권을 갖게 했다. 그리고 두 함대는 기원전 394년 크니도스 근해에서 충돌하였고, 스파르타는 분전했지만 스파르타 함대의 대패로 〈크니도스 해전〉이 끝났다. 이 패배로 스파르타는 해상에서 퇴출되었다. 이 승리 이후 파르나바조스는 이오니아 해안을 따라 여러 도시에서 스파르타 인이 지배자하고 있던 주둔군을 추방했지만, 데르킬리타스가 지휘하고 있던 아비도스와 세스토스에서는 실패했다.

### 코로네이아
이 시기, 아게실라오스 군은 테살리아에서 싹쓸이 약탈을 한 이후에, 진군을 계속에 보이오티아에 도착했다. 그곳에서 그들은 테바이, 아르고스 등 여러 반 스파르타 동맹국에서 모은 병력과 조우했다. 이곳에서 〈코로네이아 전투〉가 벌어졌다. 이 전투에서 아게실라오스는 다시 승리를 거두었고, 코린토스만을 건너 스파르타로 귀국했다.

## 기원전 393년
기원전 394년, 스파르타의 전황은 육지에서는 우세하게 싸웠지만, 바다에서는 열세에 놓여 있었다. 이후 몇 년 동안 스파르타는 코린트와 아르고스를 동맹에서 동맹에서 몰아내려고 공격을 가했다. 한편, 아테네와 테바이는 그 틈을 그들이 전통적으로 지배하고 있던 지역에서의 영향력 강화에 이용했다.
기원전 393년, 코논과 파르나바조스는 함선에서 그리스 본토를 향해 라코니아 연안을 강습하여 큐테라 섬을 점령하고 수비대와 아테나이 인의 지배자를 남겼다. 이어 그들은 코린토스에 가서 의회 의원들에게 자신들이 신뢰할 수 있다는 것을 나타내기 위해 페르시아 왕을 알현하도록 요청했다.
그 후, 파르나바조스는 상당한 자금과 함대의 대부분과 함께 코논을 아티카로 보냈다. 그곳에서 코논은 그 돈으로 고용한 일꾼과 함대 선원으로 아테나이에서 피레우스에 이르는 장성 재건에 착수하였고, 이내 끝냈다. 아테네는 그 즉시 함대를 스슈로스, 임브로스, 렘노스 섬을 점령하는데 이용하였고 클레르코스(시민거주지)를 그곳에 설립했다.
그즈음 코린토스에서 민주파와 과두파의 충돌이 일어났고, 아르고스의 협력을 얻은 민주파는 과두파를 추방했다. 이 추방자들은 스파르타에 들어간 뒤 시키온을 거점으로 했다. 그 후, 스파르타 군과 추방자들은 야습을 감행하여 코린토스 만 코린토스의 항구였던 레카이온을 탈취했다. 이에 대해 반 스파르타 동맹은 레카이온 탈환을 시도했지만 실패로 끝났다.

## 기원전 392년
기원전 392년, 스파르타는 사르디스의 태수 티리바조스에게 안탈키다스를 사절로 파견했다. 그는 코논이 페르시아 함대를 아테나이 패권 재건을 위해 이용하고 있는 것을 알리고, 이를 통해 페르시아의 동맹 측에 대한 태도를 변화시키기 위함이었다. 아테네는 이것을 알고, 페르시아에게 자신들의 의혹을 풀기 위해 코논 외 다른 몇 명을 파견했고, 아르고스, 코린토스, 테바이에 같은 내용을 통지하여 그 나라도 티리바조스에게 사절을 파견하게 했다. 페르시아에서 개최된 회의에서 스파르타 측은 모든 국가의 독립에 근거한 평화를 주장했다. 그러나 아테네는 에게해에서 구축한 세력의 유지하길 원했으며, 보이오티아 연합의 지배권 유지를 원하는 테바이와 코린트의 흡수를 노리고 있었던 아르고스 등의 동맹 쪽에서 거절당하자 강화 회의는 결렬되었다. 이때 코콘의 행동에 경계심을 품은 티리바조스는 그를 구속하고, 몰래 안탈키다스에 함대 건설을 위한 자금을 제공했다.
같은 해에 다시 스파르타에서 강화 회의가 다시 열렸지만, 또 다시 결렬되었다.
티리바조스는 일련의 전말 보고와 앞으로 어떻게 해야 할 지 지침을 받기 위해 왕이 있는 수사에 가야했지만, 소아시아 연안 지방의 임무 때문에 스토르타스를 보내졌다. 스파르타는 스토르타스가 친 아테네적이며, 반 스파르타적 태도를 취하는 것을 간파하고, 장군 티뷰론을 소아시아에 파견했다. 그는 소아시아를 휩쓸었지만, 방심한 그가 소부대로 약탈에 나선 것을 발견한 스토르타스는 다수의 기병으로 적을 묶어두고 티뷰론을 전사시켰다. 그 뒤 그의 후임으로 티프리다스가 보내졌다. 티프리다스는 스토르타스의 사위를 붙잡아 그의 신병에 대한 대가로 몸값을 받았지만, 극적인 결과를 얻어내지는 못했다.
또한 크니도스 해전에서의 패배 후, 스파르타는 함대 재건을 시작하여 코린토스와의 전투 끝에 기원전 392년경에는 코린토스만의 제해권을 회복할 수 있었다. 그리고 얼마 전의 화의에 실패한 후, 스파르타는 에크디코스 휘하의 소함대로 로도스에서 망명한 과두파를 지원하기 위해 에게해로 보냈지만, 정권을 잡고 있는 로도스의 민주파가 그들보다 많은 함대를 소유하고 있기 때문에 일단 크니도스에서 자군의 증원을 기다렸다. 그리고 스파르타의 텔레우티아스가 이끄는 함대를 보내자 그는 사모스에서 함대를 확충하고, 크니도스의 에크디코스와 합류하여 대 로도스 작전을 지휘했다.
이러한 스파르타 함대의 부활을 경계했던 아테네는 40척의 함대를 트라쉬불로스와 함께 파견했다. 그는 헬레스폰투스로 향하는 인접한 주요 도시들을 아테네 측에서 설득하여 비잔티움을 지나가는 배에 세금을 부과했다. 이에 따라 아테네는 펠로폰네소스 전쟁 패전으로 잃은 세입(동맹 도시에서 공납하는)을 대신하여 얻을 수 있었다. 이어 그는 레스보스 섬으로 가서 뮤티레네의 협력을 얻어 섬의 스파르타 군을 물리치고, 도시들을 친 아테네 세력으로 만들었다. 그러나 소아시아의 아스펜도스에서 침공을 받아 트라쉬불로스는 전사했다.
이후, 스파르타는 새로 아나크시비오스를 케르소네소스 반도(오늘날의 터키 겔리볼루 반도)의 아뷔도스로 보냈다. 그는 파르나바조스에게 많은 승리를 거두며, 많은 아테네 상선을 노획했다. 이에 따라 트라쉬불로스의 성과가 약화되는 것을 걱정한 아테네는 이피크라테스를 그곳에 파견했다. 한동안 양군은 서로의 영지를 습격하기만 했지만, 이피크라테스는 안탄도로스 원정에서 아나크시비오스의 기로를 예측하고 매복을 했다. 이피크라테스의 판단은 적중하여 그의 군대는 진군해 오던 아나크시비오스 군에 매복 공격을 가해 아나크시비오스를 포함한 다수를 살해했다.

## 기원전 391년에서 388년
기원전 391년, 아게실라오스는 레카이온 근처 지역에 원정을 떠나, 방비가 강화된 지점과 대량의 포로와 약탈품을 얻었다. 그러나 아게실라오스는 전리품 매각을 준비하는 동안 이피크라테스가 대부분 경장보병과 투창병들로 구성된 부대를 이끌고 레카이온에 가서 그곳에 배치되어 있던 스파르타 군대를 물리쳤다. 이 레카이온 전투에서 아테네 경갑부대는 스파르타의 호플리테스를 치고, 빠지는 전법으로 전력을 줄이며, 괴멸시켰다. 그 후, 그는 스파르타가 차지했던 많은 요지들을 탈환하고 플리우스와 아르카디아에 원정을 가 있던 플리우스 인들을 물리치고 아르카디아를 약탈하고 다녔다.
한편 이후 코린토스에 온 아르고스 군은 아크로폴리스를 점거하고 코린토스를 합병했다.
이피크라테스의 승리 이후, 코린토스 근교는 주전장에서 벗어났고, 펠로폰네소스와 그리스 동북부에서의 전투가 주가 되었다. 기원전 391년에 아게실라오스가 아르고스에 원정을 떠난데 이어 기원전 389년에 반 스파르타 연합 동맹국이었던 아카루나니아에도 원정했다. 아카루나니아 인은 교전을 피하기는 했지만 아게실라오스 의해 전투에 끌려들었다. 아카루나니아 인은 아게실라오스에게 패해 많은 병사를 잃었다. 그 후, 아게실라오스는 본국에 돌아갔고, 아카루나니아는 이듬해 스파르타와 강화를 했다.
같은 해 아테네는 에기나를 공격했고, 스파르타는 아테네 함대를 몰아내려 했지만 실패로 돌아갔다. 그러나 그 후 아테네 군은 몇 달 후 에기나에서 빠져나갔다. 또한 안탈키다스가 이끄는 스파르타 함대가 로도스에 가려고 했지만 아뷔도스에서 아테네 군에 길이 막혔다.
에기나에서 아테네 군의 철수 직후에 고르고파스가 이끄는 스파르타 함대가 아테네 근해에서 아테네 함대에 매복 공격을 가해 많은 선박을 노획했다. 이에 대해 아테네는 같은 방법으로 보복을 가했다. 즉 키프로스로 행하는 길목에서 아테네 장군 카브리아스가 에기나 섬에 병력을 상륙시켜 그곳에 있던 에기나 군과 스파르타 동맹군에 매복 공격을 가하여 고르고파스 등 많은 이들을 살상했다. 그래서 스파르타 함대의 지휘관으로 텔레우티아스를 에기나에 파견시켰다. 그는 아테네가 카브리아스의 승리 후 수비를 느슨하게 한 것을 알고 피레우스를 습격해 많은 상선을 노획했다.
기원전 388년, 아게실라오스와 공동으로 통치를 했던 아게시폴리스 1세가 스파르타 군대를 이끌고 아르고스를 침공, 시골 지역을 약탈했지만 불길한 전조가 있었기 때문에 귀국했다.

## 기원전 387년: 안탈키다스 평화조약
안탈키다스는 티리바조스와의 협상에 들어가 만약 동맹 측이 평화협상을 거부할 경우 페르시아가 스파르타 측에 참전한다는 합의를 얻기에 이르렀다. 왜냐하면 페르시아는 페르시아에 반기를 든 키프로스의 에바고라스 1세와 이집트 아코리스 왕에 대한 원조를 포함한 아테네의 행동에 질려있었기 때문에 아테네를 도움으로써 스파르타를 약화시키겠는 전략이 더 이상 통하지 않음을 깨달았기 때문이다.
그 후, 안탈키다스는 아뷔도스의 봉쇄를 깨고 시라쿠사에서 원군과 자신의 함대를 연합하여 헬레스폰투스에 가서 아테네로 가는 곡물 수송 항로를 차단하고 아테네가 강화를 할 수밖에 없도록 몰아넣었다. 그리고 티리바조스는 기원전 387년에 화의를 주장했으며, 각국은 이에 따라 같은 해 안탈키다스 평화조약을 체결하였다.
조약의 기본 요지가 페르시아 제국의 황제 아르타크세르크세스 2세의 법령에 의하여 발부되었기 때문에 ‘대왕의 화평’이라고도 불린다. 그 요지에는 페르시아가 그리스의 도시를 포함한 소아시아를 영유하고 아테나이에 속해야 하는 렘노스, 브로스, 키프로스를 제외하고 그렇지 않은 그리스의 도시 국가들은 모두 독립을 지킨다는 내용이었다. 그리고 이 평화를 받아들이지 않으면 그 나라에 페르시아가 전쟁을 일으키겠다는 억제책도 있었다.

## 영향
평화협정에 서명한 다음 몇 년 동안, 체제 유지에 책임을 가진 두 나라였던 페르시아와 스파르타는 이 조약으로 쌓아 올린 것을 최대한 이용했다. 페르시아는 다시금 그리스 측의 아시아 간섭에서 해방되어 에게해 동부의 지배를 굳건히 했고, 기원전 380년, 반란을 일으킨 이집트와 키프로스를 다시 점령했다. 또한 이오니아의 그리스인들은 기원전 5세기 최초로 반란을 일으킨 이후 페르시아의 자유와 자치를 목표로 하고 있었다. 그러나 이 평화조약으로 인해 페르시아에 의한 이오니아를 포함한 소아시아의 지배가 확정되었기 때문에 자유와 자치를 목표로 무언가를 시도할 수는 없게 되었다. 말하자면 이오니아의 그리스인들은 본토 그리스인으로부터 버림받은 것이다. 이후 알렉산더 3세 대왕이 이곳을 정복할 때까지 페르시아는 소아시아를 계속 지배하게 되었다.
스파르타는 위협 세력이었던 동맹을 해체한다는 평화조약의 조항을 활용해 그리스 패권을 주창했다. 스파르타는 테바이의 세력 하에 있던 보이오티아의 도시를 독립시키라고 압박하고, 아르고스와 코린토스를 분리시켜 코린토스를 펠로폰네소스 동맹에 복귀시켰다. 그러나 곧 테바이와의 대립으로 보이오티아 전쟁이 일어나 기원전 371년, 〈레욱트라 전투〉에서 패배를 당하며 그리스에서의 패권을 상실했다.
한편 기원전 4세기 중반, 펠로폰네소스 전쟁의 패전 이후 2등 국가로 위신이 추락한 아테네는 이전만큼은 아니지만 그리스의 강국의 지위를 되찾고 ‘제2의 아테네 제국’이라는 에게해 국가 동맹체를 결성하고 기원전 404년 패전으로 상실한 세력의 일부를 회복했다.